# 富士町 (佐賀縣)
富士町（日语：／ Fuji chō */?）是過去位于日本佐賀縣北部，屬佐賀郡的一個城鎮。已於2005年10月1日與佐賀市、諸富町、大和町、三瀨村合併為新設置的佐賀市。

## 歷史

### 年表
- 1889年4月1日：實施市町村制，最後的轄區在當時分屬：[1]
  - 佐賀郡：小關村
  - 小城郡：南山村、北山村
- 1956年9月30日： 小關村、南山村、北山村合併為富士村。
- 1966年10月1日： 富士村改制為富士町。
- 2005年10月1日：佐賀市、富士町、大和町、諸富町、三瀨村合併為新設置的佐賀市。